# Дёмин, Алексей Михайлович (режиссёр)
Дёмин Алексе́й Миха́йлович (род. 20 марта 1956, Москва) — российский режиссёр, сценарист, художник-постановщик мультипликационного кино.

## Биография
В 1978 окончил Московский автомобильно-дорожный институт, в 1987 Всесоюзный институт повышения квалификации работников печати.
- 1978—1983 — работал в ЦНИИМАШ,
- работал в Институте русского языка им. А. Пушкина:
  - с 1983 — зав. редакцией,
  - с 1989 — дизайнер компьютерной лаборатории.
- В 1992 г. окончил отделение режиссуры анимационного кино ВКСР (мастерская Ф. Хитрука и Э. Назарова).
- В 1997 и 2001 гг. работал в Ателье анимационного кино в г. Аннеси (Франция).

Соавтор дизайнерской концепции МКФ «КРОК» (1998, 2000) и Общероссийского фестиваля анимации в Тарусе (1998—2001). С 2004 преподаёт в Школе-студии «ШАР». Член Академии кинематографических искусств «Ника». Во всех фильмах выступает как режиссёр, сценарист, художник-постановщик и аниматор.

### Критика
Алексей Дёмин — один из самых нежных лириков в сегодняшней отечественной анимации. Все его последние фильмы нарисованы лёгкой акварелью и оттого в них особенно чувствуется рукотворность (это редкость в нынешних мультфильмах, чаще всего нарисованных на компьютере), а картинка получается вибрирующая и дышащая. Его самый знаменитый фильм — „Кошки под дождем“ — снят по детской песенке в исполнении Софьи Милькиной — жены Михаила Швейцера. Видимо, именно в этом фильме, под влиянием рассказов Швейцера об умершей жене и родилась узнаваемая теперь нежная интонация Дёмина…Дина Годер

## Фильмография
Режиссёр
- 1992 — 5-я нога (в киноальманахе Чудаки) — режиссёр, сценарист (анимационный, Россия)
- 1994 — День шестой (в цикле Welcome to the XXI century) — режиссёр, аниматор (анимационный, Россия)
- 1995 — Аттракцион — режиссёр, сценарист, художник-постановщик, аниматор (анимационный, Россия)
- 1997 — История московских царей (в цикле Optimus Mundus) — режиссёр (совместно с М. Алдашиным), продюсер (анимационный, Россия)
- 1998 — Цари (в цикле Optimus Mundus.41) — режиссёр, сценарист, художник-постановщик (совместно с М. Алдашиным) (анимационный, Россия)
- 1998 — Отец — режиссёр, сценарист, художник-постановщик, аниматор (анимационный, Япония)
- 2001 — Кошки под дождём — режиссёр, сценарист (автор сценария совместно с М. Швейцером), художник-постановщик, аниматор (анимационный, Россия)
- 2003 — Тихая история — режиссёр, сценарист', художник-постановщик, аниматор (анимационный, Россия)
- 2006 — Буатель — режиссёр, сценарист, художник-постановщик (совместно с А. Ромашовой), аниматор (анимационный, Россия)
- 2007 — Рыбак Оскус-Оол — режиссёр, сценарист, художник-постановщик
- 2009 — Очумелов — режиссёр, сценарист, художник-постановщик
- 2010 — Шатало — режиссёр, сценарист, художник-постановщик
- 2011 — Праздник для слонов — режиссёр, сценарист, художник-постановщик
- 2012 — Тише, бабушка спит — режиссёр, сценарист, художник-постановщик
- 2015 — Андрей Хижина и его горе — режиссёр, сценарист, художник-постановщик

## Призы и награды
- 1996 — Конкурс студенческих работ на соискание премии «Святая Анна» (Первая премия в разделе анимационного кино, фильм «Аттракцион»)
- 1997 — МКФ славянских и православных народов «Золотой Витязь» (Приз «Серебряный Витязь» за лучший анимационный фильм, фильм «Аттракцион»)
- 1998 — Фестиваль сатиры и юмора в Санкт-Петербурге (Приз «Золотой Остап», фильм «Аттракцион»)
- 1999 — Общероссийский фестиваль анимации в Тарусе (Диплом жюри «За изобретательность и лиричность», фильм «Отец»)
- 2001 — КФ детского анимационного кино «Золотая рыбка» (Спец. приз международного жюри и диплом детского жюри, фильм «Кошки под дождем»)
- 2001 — МКФ «КРОК» (Приз жюри и диплом за лучший фильм в категории «От 5 до 10 минут», фильм «Кошки под дождем»)
- 2001 — МКФ «Послание к человеку» (Диплом жюри, фильм «Кошки под дождем»)
- 2001 — Общероссийский фестиваль анимации в Тарусе (Приз жюри за самый человечный фильм, фильм «Кошки под дождем»)
- 2002 — Премия «Золотой орёл» (За лучший анимационный фильм, фильм «Кошки под дождем»)
- 2002 — Премия «Ника» (За лучший анимационный фильм, фильм «Кошки под дождем»)
- 2004 — МКФ анимационных фильмов в Хиросиме (Спец. приз жюри, фильм «Тихая история»)
- 2004 — МКФ в Чжончжу (Приз жюри, фильм «Тихая история»)
- 2010 — Премия «Ника» (За лучший анимационный фильм, фильм «Очумелов»)
- 2011 — Приз «За лучшую драматургию» и первое место в профессиональном рейтинге 16-го Открытого российского фестиваля анимационного кино в Суздале[3].
- 2011 — Кинофестиваль «Окно в Европу». Диплом: За мастерство и лаконичность художественных средств — Алексею Дёмину (фильм «Шатало»)[4].
- 2011 — Премия Гильдии киноведов и кинокритиков России «Белый слон» за лучший анимационный фильм — фильму «Шатало» (реж. Алексей Дёмин)[5]
- 2012 — Приз «За лучшую музыку» 17-го Открытого российского фестиваля анимационного кино в Суздале (фильм «Праздник для слонов»)[6]
- 2012 — Благодарность Министерства культуры Российской Федерации — за большой вклад в российскую анимацию, многолетнюю плодотворную работу и в связи со 100-летием мультипликационного кино[7]
- 2013 — Медаль ордена «За заслуги перед Отечеством» II степени — за большие заслуги в развитии отечественной культуры и искусства, многолетнюю плодотворную деятельность[8]
- 2014 — Премия «Золотой орёл» (За лучший анимационный фильм, фильм «Тише, бабушка спит»)
- 2015 — Кинофестиваль «Окно в Европу» — специальный приз жюри — за конструктивистскую нежность и светлый взгляд на горести эпохи — фильму «Андрей Хижина и его горе»